# Corps Saxo-Montania zu Freiberg und Dresden in Aachen
Das Corps Saxo-Montania zu Freiberg und Dresden in Aachen ist ein Corps in Aachen. Es ist das älteste Corps im Weinheimer Senioren-Convent.

## Couleur
Die Farben der Corpsburschen sind Blau-Weiß-Gold mit goldener Perkussion, die Fuchsfarben Blau-Weiß mit goldener Perkussion. Die Farbe der Pekesche ist blau. Dazu wird eine blaue Studentenmütze getragen.
Der Wahlspruch lautet Constantia vincit montes! Der Waffenspruch ist Omnia pro honore!
Gründungsdatum ist der 3. November 1798. Das Corps ficht Mensuren und trägt Couleur.

## Geschichte
1781 wurde an der Bergakademie der Orden der Erzgebirgler oder Montanen gegründet. In seinem Wappen führte er die erzgebirgischen Farben schwarz-gold und die Inschrift Nox obscura, lux aurera. Fraternitas, amicitia, honor viris montanis. Concilium metalloricum. Wie an den Universitäten, wo es zum Niedergang der Orden und zum Erstehen der Corpslandsmannschaften kam, ging auch dieser Orden in Freiberg bald unter. Ob ein Zusammenhang zwischen diesem Orden und der Erzgebirgischen Landsmannschaft bestand, ist nicht sicher belegt. Es kann angenommen werden, dass die drei ersten Mitglieder der Erzgebirgischen Landsmannschaft, die vor 1798 immatrikuliert wurden, Ordensmitglieder waren.

### Erzgebirgische Landsmannschaft und Landsmannschaft Montania
Die Erzgebirgische Landsmannschaft wurde am 3. November 1798 an der Bergakademie Freiberg gegründet. Damit ist das Corps Saxo-Montania das älteste Corps im WSC. Ab etwa 1808 nannte sich die Landsmannschaft Montania. Sie hatte die Farben schwarz-blau-gold. Montania wurde 1816 unter Beschlagnahme von Inventar und Akten aufgelöst, bestand aber heimlich weiter.

### Corps Montania 1821–1845
Am 25. März 1821 wurde die Landsmannschaft Montania als Corps Montania mit den Farben schwarz-blau-gold (von unten gelesen) und dem Wahlspruch Fraternitas, amicitia, honor viris montanis! offiziell wiedererrichtet. Ende des Wintersemesters 1828/29 suspendierte Montania. Am 6. Juni 1829 rekonstituierte Montania als Akademische Verbindung, wurde am 3. November 1829, dem 31. Stiftungstag der Erzgebirgischen Landsmannschaft, wieder Corps mit den alten Farben und suspendierte im Wintersemester 1829/30 abermals, bestand aber als lose Gesellschaft weiter. Im Wintersemester 1832/33 bildete sich hieraus als Tochterverbindung das Corps Oreania mit den Farben blau-weiß-gold. Einige Angehörige der Oreania traten aus dieser aus und rekonstituierten zu Beginn des Wintersemesters 1833/34 das Corps Montania erneut. Am 15. Oktober 1835 übernahm Montania die Mitglieder der Oreania sowie deren Farben blau-weiß-gold. Am 5. Mai 1837 wurde Montania formell aufgelöst, um der Verfolgung durch den Deutschen Bundestag zu entgehen, bestand zunächst als lose Gesellschaft weiter, wandelte sich aber noch im Sommer 1837 zum Kneipverein Knappschaft um. Nachdem am 5. März 1838 das zweite Freiberger Corps Franconia gestiftet worden waren, rekonstituierte auch Montania am 1. Februar 1840 wieder als Corps. Am 24. Januar 1844 fusionierte Montania mit Franconia zum Corps Franco-Montania mit den Farben blau-rot-gold.
Zu Beginn des Jahres 1845 kam es zu einem Pistolenduell zwischen dem Montanen Ludwik von Dembinski und dem Leutnant des 1. Leichten Reiterregiments von Wolfersdorf, das für Graf Dembinski tödlich endete. Dembinskis Sekundant Hans Max Philipp von Beust übergab dem Sekundanten von Leutnant Woltersdorf, Rittmeister von Paskowski, wegen dessen beim Duell gezeigten Verhalten eine Forderung auf Säbel unter verschärften Bedingungen. Da Paskowski die Forderung nicht annahm und gegen die Gepflogenheiten auf Austragung mit Pistolen bestand, wurde von Paskowski von der Studentenschaft durch Schreiben an das Offizierscorps als nicht mehr satisfaktionsfähig erklärt. Da alle bis auf zwei deutsche und zwei Schweizer Studenten nicht bereit waren, diese Erklärung zurückzunehmen, wurde nach einem zweiten vergeblichen Versuch am 11. Februar 1845, diese umzustimmen, die Akademie geschlossen. Sämtliche 54 Unterzeichner mussten Freiberg verlassen. Franco-Montania wurde am 17. Februar 1845 aufgelöst. Zum 1. April 1845 wurde der Vorlesungsbetrieb wieder aufgenommen, nachdem man den Wiederaufnahmegesuchen der meisten Bergakademiker zugestimmt hatte. Die direkt im Duell involvierten Franco-Montanen blieben relegiert.

### Corps Montania 1851–1935
Nachdem das Corps Franconia Freiberg bereits am 5. Mai 1848 rekonstituiert hatte, wurde Montania am 10. April 1851 zunächst als Landsmannschaft mit den Farben blau-weiß-gold und dem Wahlspruch Constantia vincit montes wiedererrichtet und nahm am 16. November 1851 wieder den Namen Corps Montania an. Vom 24. November 1864 bis zum 20. Mai 1865 war Montania wegen geringen Aktivbestandes suspendiert. Am 30. Mai 1873 wurde das Corps sofort vollberechtigt in den Weinheimer Senioren-Convent (WSC) aufgenommen. Als nachträglich Herauspaukpartien gefordert wurden, erklärte Montania am 13. Mai 1875 ihren Austritt. Nach zwölftägigem Renoncieren wurde sie am 21. Juni 1881 abermals als vollberechtigt in den WSC aufgenommen, dem sie bis zu dessen zwischenzeitlichen Auflösung am 1. Februar 1889 angehörte. In den erneuerten WSC wurde Montania am 14. Mai 1902 ohne Renoncieren vollberechtigt aufgenommen. Am 29. Juni 1918 übernahm sie die Angehörigen der Freischlagenden Verbindung Vandalia. Am 20. Oktober 1935 suspendierte Montania unter dem Druck der nationalsozialistischen Machthaber.

### Kameradschaft Berghauptmann von Herder
In Freiberg gab es zunächst nur die „Kameradschaft Theodor Körner“, der sich auch die letzten Aktiven der Montania anschlossen. Im April 1938 kam es zur Gründung einer zweiten Kameradschaft, die von den Altherrenverbänden der Corps Montania, Franconia und Saxo-Borussia betreut wurde. Sie erhielt später den Namen Kameradschaft Berghauptmann von Herder.

### Corps Saxo-Montania zu Freiberg und Dresden in Aachen seit 1951
Am 8. September 1951 fusionierte in Aachen der Altherrenverband der Montania mit den Altherrenverbänden des Corps Saxo-Borussia Freiberg und des Corps Franco-Marcomannia Dresden und rekonstruierte am gleichen Tag als Corps Saxo-Montania zu Freiberg und Dresden in Aachen. Am 23. Mai 1952 gehörte Saxo-Montania zu den Rekonstitutionscorps des WSC. Am 24. Januar 1992 schied Saxo-Borussia durch Rekonstitution in Freiberg aus der Saxo-Montania aus.

### Vandalia Freiberg 1874–1918
Am 21. Januar 1874 wurde in Freiberg der Akademische Verein Vorwärts gegründet. Dieser trat dem Allgemeinen Deutschen Polytechnikerverband bei und war vom Sommersemester 1882 bis Januar 1884 Vorort. Im Sommersemester 1897 wandelte sich der Vorwärts zur farbentragenden und freischlagenden Verbindung mit den Farben dunkelblau-weiß-grün um. Am 7. April 1899 nahm die freischlagende Verbindung Vorwärts Corpsprinzipien und den Namen Corps Vandalia an, um dem WSC beizutreten. Als die gestellten Aufnahmebedingungen in den WSC nicht annehmbar erschienen, gab Vandalia die Bestrebungen auf und nannte sich fortan freischlagende Verbindung. Am 29. Juni 1918 wurden die Mitglieder der Vandalia in das Corps Montania Freiberg übernommen.

### Corps Franco-Marcomannia Dresden
Das Corps Franco-Marcommannia Dresden entstand am 28. September 1934 durch Fusion der Corps Franconia und Marcomannia Dresden mit den Farben rot-weiß-grün. Es suspendierte am 20. Mai 1936. Zusammen mit den Dresdner Corps Albingia, Altsachsen, Gothia, Teutonia und Thuringia betreute es seit 1938 die Kameradschaft Schill und ab 1942 die noch zu gründende Kameradschaft Hans Joachim Nettelbeck. Am 8. September 1951 fusionierte der Altherrenverband der Franco-Marcomannia in Aachen mit den Altherrenverbänden der Montania Freiberg und Saxo-Borussia Freiberg, um am gleichen Tag das Corps Saxo-Montania zu Freiberg und Dresden in Aachen zu rekonstituieren.

#### Corps Franconia Dresden
Die freischlagende Verbindung Franconia wurde am 18. Juli 1899 von Mitgliedern der Verbindung Polyhymnia gegründet. Franconia nahm am 30. April 1920 Corpsprinzipien an und wurde am 3. Mai 1920 renoncierend und am 10. März 1921 vollberechtigt in den WSC aufgenommen. Am 28. September 1934 erfolgte die Fusion mit dem Corps Marcomannia Dresden zum Corps Franco-Marcomania Dresden. Franconia war bis zur Fusion Lebenscorps.

#### Corps Marcomannia Dresden
Das Corps Marcomannia Dresden wurde am 27. April 1860 als Wissenschaftlicher Verein Concordia mit den Farben schwarz-rot-Gold in Dresden gegründet. Am 17. Oktober 1863 erklärte sich der Verein zur Burschenschaft und änderte am 20. Dezember 1864 die Farben in rot-weiß-gold. Am 9. Oktober 1868 nahm Concordia Corpsprinzipien an und erklärte sich zum Corps Concordia-Marcomannia. Am 15. Mai 1875 wurde sie renoncierend und am 12. Juni 1876 vollberechtigt als Corps Marcomannia in den WSC aufgenommen, nachdem am 7. März 1876 eine entsprechende Namensänderung erfolgt war. Am 14. Mai 1884 trat Marcomannia aus dem WSC aus und wurde am 18. Mai 1893 in den erneuerten WSC wiederaufgenommen. Am 28. September 1934 erfolgte die Fusion mit dem Corps Franconia Dresden zum Corps Franco-Marcomania Dresden.

## Mitglieder
In alphabetischer Reihenfolge

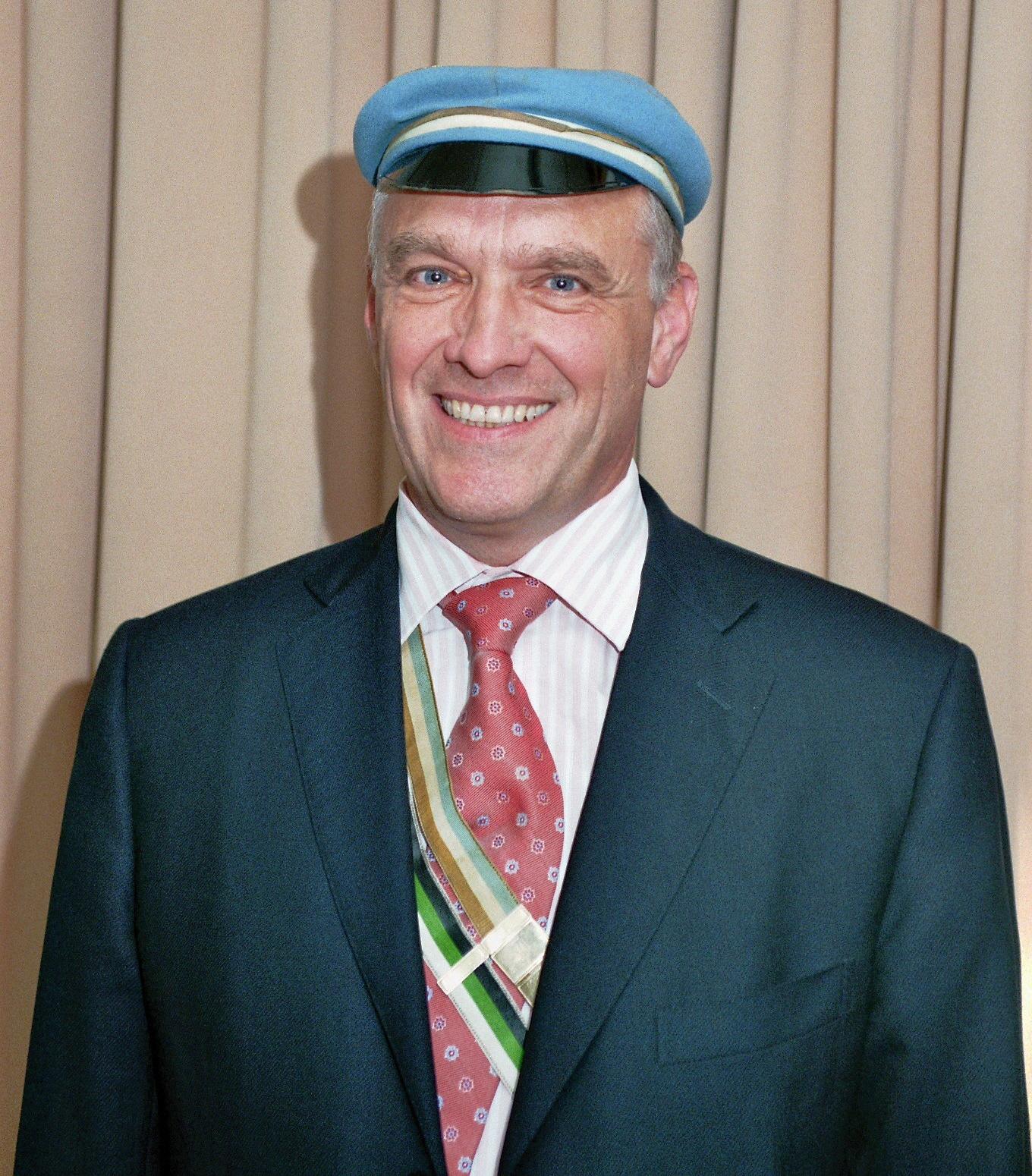
Frieder Löhrer

- Oswald Bauer (1876–1936), Metallphysiker, Direktor und stellvertretender Präsident des Materialprüfungsamtes Berlin–Dahlem
- Helmut Berger (1913–2010), Bergingenieur, Professor für Bodenmechanik und Grundbau an der Hochschule für Bauwesen Leipzig und der Technischen Hochschule Leipzig
- Ernst August von Beust (1783–1859), Königlich Preußischer Oberberghauptmann
- Friedrich Constantin von Beust (1806–1891), sächsischer Oberberghauptmann, K.K. Generalinspektor des Berg-, Hütten- und Salinenwesens in Cisleithanien, Freiberger Ehrenbürger
- Hans Max Philipp von Beust (1820–1889), Bergwerksdirektor, Gutsbesitzer
- John Bigelow, Jr. (1854–1936), US-amerikanischer Kavallerie-Offizier, Schriftsteller, Professor am MIT für Militärwissenschaften und moderne Sprechen, Vorsteher des Yosemite-Nationalparks
- Gustav Heinrich Freiherr von Biedermann (1789–1862), Jurist, Politiker, Amtshauptmann zu Forchheim
- Bernhard Braunsdorf (1808–1886), Bergamtsdirektor und Geheimer Bergrat
- Karl Julius Braunsdorf (1807–1883), Oberkunstmeister und Bergrat
- August Breithaupt (1791–1873), Professor für Mineralogie, Oberbergrat
- Hermann Theodor Breithaupt (1820–1885), Geologe, Revolutionär, Direktor des Erzgebirgischen Steinkohlen-Aktienvereins
- Bernhard von Cotta (1808–1879), Professor für Geognosie, Bergrat
- Alfred Dittmarsch (1836–1926), Bergbauingenieur, Direktor der Bergbauschule Zwickau
- Christian Lorenz Ernst Engel (1821–1896), Geh. Obereg.-Rat u. Direktor d. Kgl. Preuß. Statistischen Büros
- Wilhelm von Fircks (1870–1933), Bergbauingenieur, Generaldirektor, Deutsch-Baltischer Abgeordneter und Vizepräsident im Lettischen Parlament
- Adalbert Flaccus (1880–1955), Eisenhüttenmann, Stellvertretender Vorstandsvorsitzender der Phönix AG für Bergbau und Hüttenbetrieb, Vorstand der Vereinigten Stahlwerke
- Wilhelm Fränkel (1841–1895), Bauingenieur, Professor für Brückenbau und Statik der TH Dresden
- Richard von Friesen (1808–1884), sächsischer Außenminister und Ministerpräsident
- Johannes Galli (1856–1927), Professor für Eisenhüttenkunde, Rektor der Bergakademie Clausthal
- Arthur Hugo Göpfert (1872–1949), Baumeister, Architekt und Politiker
- Wilhelm Groß (1883–1944), Professor für Bergbaukunde und Aufbereitung an der TH Breslau, ermordet im KZ Auschwitz
- Balthasar Herberz (1853–1932), Generaldirektor, russischer Staatsrat
- Siegmund August Wolfgang Freiherr von Herder (1776–1838), Königlich Sächsischer Oberberghauptmann, Vater der Knappen
- Eugen Wolfgang Freiherr von Herder, 1810–1853, Rittergutsbesitzer, Geologe
- Rudolf Hering (1803–1888), sächsischer Bergrat
- Paul von Hindenburg (1847–1934), Generalfeldmarschall, Reichspräsident (Ehrenbursch der Montania Freiberg)
- Alexis Janin (1846–1897), US-amerikanischer Bergbauingenieur und Metallurg
- Stanislaus Jolles (1857–1942), Professor für Mathematik
- Paul Kanis (1899–1978), Industrieller
- Karl Moritz Kersten (1803–1850), Professor für Analytische und Praktische Chemie
- Robert Köckritz (1879–nach 1930), Bauingenieur, Baustoffmanager
- Theodor Körner (1791–1813), Freiheitsdichter und Lützower Jägeroffizier
- Friedrich August Köttig (1794–1864), Erfinder und Arkanist an der Königlichen Porzellanmanufaktur in Meißen
- Philipp Heinrich Kraemer (1789–1867), Eisenindustrieller, Besitzer des St. Ingberter Eisenwerkes
- Heinrich Gottlieb Kühn (1788–1870), Direktor der königlichen Porzellanmanufaktur Meißen, Geheimer Bergrat
- Frieder Löhrer (* 1956), Industriemanager, ehem. Vorsitzender des Weinheimer Verbandes Alter Corpsstudenten
- Karl-Friedrich Lüdemann (1912–1967), Professor für Eisenhüttenkunde, Rektor der Bergakademie Freiberg
- Hans Matschak (1901–1979), Professor für Bergmännische Wasserwirtschaft und Bodenmechanik
- Carl Melville (1875–1957), Bildhauer, Professor Kunstgewerbeschule Erfurt
- Kurt Merbach (1839–1912), Oberhüttenamtsdirektor, Geheimrat, Ehrenbürger der Stadt Freiberg
- Alexander von Oer (1841–1896), Straßen- und Eisenbahningenieur, Rektor der Technischen Hochschule Dresden
- Carl Poensgen (1838–1921), Industrieller, Geheimer Kommerzienrat
- Georg Gottlieb Pusch (1790–1846), Professor für Chemie und Hüttenkunde, Chef der Berg- und Hüttendirektion Warschau
- Oscar Reuther (1880–1954), Bauforscher
- Oskar von Rosthorn (1857–1930), Industrieller
- Karl Spitzner (1876–1951), Oberregierungsbergrat, Sammler von bergmännischem Kulturgut
- John Alexander Tyler (1848–1883), Sohn des US-Präsidenten John Tyler, Landvermesser
- Albin Weisbach (1833–1901), Professor für Physik und Mineralogie, Geheimer Bergrat
- Christian Samuel Weiss (1780–1856), Professor für Mineralogie, Geheimer Oberbergrat
- Karl-Heinz Zieger (1911–1982), Hüttenchef und Produktionsdirektor des Kombinats Ost der DDR in Eisenhüttenstadt